# La Lima, delstaten Mexiko
La Lima är en ort i Mexiko, tillhörande kommunen Almoloya de Juárez i den västra delen av delstaten Mexiko, i den centrala delen av landet. Orten hade 439 invånare vid folkräkningen 2010.